# Silveira Lenzi
Carlos Alberto Silveira Lenzi (Lages, 11 de maio de 1935 — Florianópolis, 26 de novembro de 2014) foi um jurista, jornalista e escritor brasileiro.

## Biografia
Bacharelou-se em direito pela Faculdade de Direito em 1961. 
Foi presidente (1983 - 1985) e conselheiro federal da Ordem dos Advogados do Brasil (OAB-SC). 
Ingressou no Tribunal de Justiça de Santa Catarina em 3 de fevereiro de 1997 e se aposentou em 11 de maio de 2005. 
Foi fundador da cadeira 14 na Academia Catarinense de Letras, cuja patrono é Gustavo de Lacerda. Após o falecimento de Nereu Correia, em 1992, Carlos Lenzi permaneceu como o último dos fundadores da ACL em exercício.
Integrou o Instituto Histórico e Geográfico de Santa Catarina.
Faleceu em 26 de novembro de 2014 em Florianópolis. 

## Obras
- Partidos e Políticos de Santa Catarina. Florianópolis: Editora da UFSC (1983)
- Código do Consumidor comentado (1991)
- Celso Ramos: um perfil político. Florianópolis: Ed. Terceiro Milênio (1997)
- Manual de Comunicação Judiciário & Imprensa (1998)
- Judiciário & Imprensa – Manual de comunicação (2008)